# Braswell (Géorgie)
Pour les articles homonymes, voir Braswell.
Braswell est une ville américaine située dans les comtés de Polk et de Paulding, en Géorgie. Selon le recensement de 2020, sa population est de 355 habitants.